# Uspavanka za Zoroa
Uspavanka za Zoroa drugi je i posljednji studijski album opatijskoga rock-sastava Cacadou Look, koji 1989. godine objavljuje diskografska kuća Jugoton.

## O albumu
Producent na albumu bio je Ted Hayton iz sastava Art Of Noise. Hayton je dvije skladbe obradio za britansko tržište te time pokušao dobiti simpatije engleskih izdavača, ali nažalost nije imao uspjeha u tome. Jedna od tih pjesama "Be My Friend" našla se na Jugotonovu izdanju iz 1990. pod nazivom YU-GO.
Drugi album bio je vrlo uspješan te je ponudio nekoliko njihovih novih uspješnica poput "Baum Bam Bam" i "Baš kao nekad". Na njemu je također obrada Bryana Ferrya "Let's Stick Together", koju su u prijevodu nazvale "Krenite s nama". Tekstovima su pokušale pružiti neke drukčije poglede od standardnih ljubavnih shema. Ovim albumom postigle su veliki uspjeh koji im je širom otvorio vrata za daljnju karijeru, međutim u tome ih je spriječio početak Domovinskoga rata i odlazak u Nizozemsku.

## Popis pjesama
| 1. | »Daj mi sve«        |  |  |
| 2. | »Krenite s nama«    |  |  |
| 3. | »Budi mi prijatelj« |  |  |
| 4. | »Baš kao nekad«     |  |  |
| 5. | »Samo prvi dan«     |  |  |

| 1. | »Žene«            |  |  |
| 2. | »Baum Bam Bam«    |  |  |
| 3. | »Nikad nije znao« |  |  |
| 4. | »Gdje nebo spava« |  |  |
| 5. | »Samo za tebe«    |  |  |

## Izvođači
- Jasmina Simić - vokal
- Giovanna Kirinić - gitara
- Suzana Kožić - bas-gitara
- Alenka Medinković - klavijature
- Tatjana Simić - bubnjevi, prateći vokali

## Vanjske poveznice
- Rateyourmusic.com - Uspavanka za Zoroa